# Liste der Schiffe der United States Navy/G

## G-Ga
- USS G-1 (SS-19½)
- USS G-2 (SS-27)
- USS G-3 (SS-31)
- USS G-4 (SS-26)
- USS G. H. McNeal ()
- USS G. L. Brockenborough ()
- USS G. W. Blunt ()
- USS Gabilan ()
- USS Gadsen ()
- USS Gadwall ()
- USS Gage (APA-168)
- USS Gainard (DD-706)
- USS Gaivota ()
- USS Galatea ()
- USS Galaxy (IX-54)
- USS Galena (1862, 1880, PC-1136)
- USS Galilea ()
- USS Gallant (, MSO-489)
- USS Gallatin (, LPA-169)
- USS Gallery (FFG-26)
- USS Gallinipper ()
- USS Gallipolis ()
- USS Gallup (, PG-85)
- USS Galveston (C-17, CLG-3)
- USS Gamage ()
- USS Gambier Bay (CVE-73)
- USS Gamma ()
- USS Ganadoga ()
- USS Gandy (DE-764)
- USS Ganges (1794)
- USS Gannet (, )
- USS Gansevoort (DD-608)
- USS Gantner (APD-42)
- USS Ganymede ()
- USS Gar (SS-206)
- USS Garcia (FF-1040)
- USS Gardenia ()
- USS Gardiner ()
- USS Gardiners Bay ()
- USS Gardoqui ()
- USS Garfield County ()
- USS Garfield Thomas ()
- USS Garfish (SS-30)
- USS Gargoyle ()
- USS Garland (, )
- USS Garlies ()
- USS Garlopa (SS-358)
- USS Garnet ()
- USS Garonne ()
- USS Garrard ()
- USS Garrett County (AGP-786)
- USS Garrupa (SS-359)
- USS Gary (CL-147, FFG-51)
- USS Gasconade ()
- USS Gatch ()
- USS Gates (1776)
- USS Gatling (DD-671)
- USS Gato (SS-212, SSN-615)
- USS Gauger ()
- USS Gavia ()
- USS Gayety ()
- USS Gaynier ()
- USS Gazelle (, , )

## Ge-Gen
- USS Gear (ARS-34)
- USS Gearing (DD-710)
- USS Geiger (AP-197)
- USS Gem ()
- USS Gem of the Sea ()
- USS Gem State (ACS-2)
- USS Gemini (PHM-6)
- USS Gemsbok (, )
- USS Gendreau (DE-639)
- USS General A. E. Anderson (AP-111)
- USS General A. W. Brewster ()
- USS General A. W. Greely ()
- USS General Alava ()
- USS General Alexander M. Patch (AP-122)
- USS General Arnold ()
- USS General Bragg ()
- USS General Burnside ()
- USS General C. C. Ballou ()
- USS General C. G. Morton ()
- USS General C. H. Muir ()
- USS General D. E. Aultman ()
- USS General Daniel I. Sultan ()
- USS General E. T. Collins ()
- USS General Edwin D. Patrick (AP-124)
- USS General G. O. Squier ()
- USS General G. W. Goethals ()
- USS General Gates ()
- USS General George M. Randall (AP-115)
- USS General Grant ()
- USS General Greene (1797, 1799)
- USS General H. B. Freeman ()
- USS General H. F. Hodges ()
- USS General H. H. Arnold (AGM-9)
- USS General H. L. Scott ()
- USS General H. W. Butner (AP-113)
- USS General Harry Taylor ()
- USS General Hoyt S. Vandenberg (AGM-10)
- USS General Hugh J. Gaffey ()
- USS General J. C. Breckinridge (AP-176)
- USS General J. H. McRae ()
- USS General J. R. Brooke ()
- USS General John Pope (AP-110)
- USS General Knox ()
- USS General LeRoy Eltinge ()
- USS General Lyon ()
- USS General M. B. Stewart ()
- USS General M. C. Meigs (AP-116)
- USS General M. L. Hersey ()
- USS General M. M. Patrick ()
- USS General Maurice Rose (AP-126)
- USS General Mifflin ()
- USS General Nelson M. Walker (AP-125)
- USS General O. H. Ernst ()
- USS General Omar Bundy ()
- USS General Pike (1813)
- USS General Pillow ()
- USS General Price (1862)
- USS General Putnam ()
- USS General R. E. Callan ()
- USS General R. L. Howze ()
- USS General R. M. Blatchford ()
- USS General S. D. Sturgis ()
- USS General Schuyler ()
- USS General Simon B. Buckner (AP-123)
- USS General Stuart Heintzelman (AP-159)
- USS General T. H. Bliss ()
- USS General Taylor ()
- USS General Thomas ()
- USS General W. A. Mann (AP-112)
- USS General W. C. Gorgas ()
- USS General W. C. Langfitt ()
- USS General W. F. Hase ()
- USS General W. G. Haan ()
- USS General W. H. Gordon ()
- USS General W. M. Black ()
- USS General W. P. Richardson ()
- USS General Walter H. Gordon (AP-117)
- USS General Washington ()
- USS General William Mitchell (AP-114)
- USS General William O. Darby ()
- USS General William Weigel (AP-119)
- USS Genesee (, , AOG-8)
- USS Geneva (APA-86)
- USS Genevieve ()
- USS Gentry ()

## Geo-Get
- USS Geoanna ()
- USS George (DE-697)
- USS George A. Johnson ()
- USS George Bancroft (SSBN-643)
- USS George Burton ()
- USS George C. Marshall (SSBN-654)
- USS George Clarke ()
- USS George Clymer ()
- USS George Cochrane ()
- USS George E. Badger (DD-196)
- USS George E. Davis (DE-357)
- USS George Eastman (YAG-39)
- USS George F. Elliott I ()
- USS George F. Elliott II ()
- USS George F. Pierce ()
- USS George G. Henry ()
- USS George H. Bradley ()
- USS George H. W. Bush (CVN-77)
- USS George K. MacKenzie (DD-836)
- USS George M. Bibb ()
- USS George M. Campbell ()
- USS George Mangham ()
- USS George P. Squires ()
- USS George P. Upshur ()
- USS George Philip (FFG-12)
- USS George W. Bush (CVN-83)
- USS George W. Goethals ()
- USS George W. Ingram (APD-43)
- USS George W. Rodger ()
- USS George Washington (1798, 1908, SSBN-598, CVN-73)
- USS George Washington Carver (1946, SSBN-656)
- USS George Washington Parke Custis ()
- USS Georgetown ()
- USS Georgia (BB-15, SSBN-729)
- USS Georgia Packet ()
- USS Georgiana ()
- USS Georgiana III ()
- USS Geraldine ()
- USS Gerald R. Ford (CVN-78)
- USS Geranium ()
- USS Germ ()
- USS Germantown (1847, LSD-42)
- USS Geronimo (, )
- USS Gertrude ()
- USS Get There ()
- USS Gettysburg (1858, PCE-904, CG-64)

## Gh-Gn
- USS Ghent ()
- USS Gherardi (DD-637)
- USS Giansar ()
- USS Gibson County ()
- USS Gila River ()
- USS Gilbert Islands (CVE-107)
- USS Gillespie (DD-609)
- USS Gillette (, DE-681)
- USS Gilliam ()
- USS Gilligan ()
- USS Gilliland (AKR-298)
- USS Gillis (DD-260/AVD-12)
- USS Gilmer (DD-233/APD-11, PC-565)
- USS Gilmore ()
- USS Ginko ()
- USS Gipsey ()
- USS Giraffe ()
- USS Girasol ()
- USS Glacier (AF-4, CVE-33, AK-183, AGB-4)
- USS Gladiator (, MCM-11)
- USS Gladiola ()
- USS Gladiolus ()
- USS Gladwin ()
- USS Gladwyne ()
- USS Glance ()
- USS Glasgow ()
- USS Glaucus ()
- USS Gleaves (DD-423)
- USS Glen White ()
- USS Glenard P. Lipscomb (SSN-685)
- USS Glendale (PF-36)
- USS Glendoveer ()
- USS Glennon (, DD-840)
- USS Glenolden ()
- USS Glenville ()
- USS Glenwood (PC-1140)
- USS Glide (1862, 1863)
- USS Glomar Explorer (AG-193)
- USS Gloria Dalton ()
- USS Gloucester (1891, PF-22)
- USS Glover (AGFF-1)
- USS Glynn (LPA-239)
- USS Gnat ()

## Go
- USS Goff (DD-247)
- USS Gold Shell ()
- USS Gold Star ()
- USS Goldcrest (, )
- USS Golden City ()
- USS Golden Eagle ()
- USS Golden Gate ()
- USS Goldfinch (, )
- USS Goldring (SS-360)
- USS Goldsborough (TB-20, DD-188, DDG-20)
- USS Golet (SS-361)
- USS Goliah ()
- USS Goliath (1869)
- USS Gonzalez (DDG-66)
- USS Goodhue ()
- USS Goodrich (DD-831)
- USS Goodson ()
- USS Goodwill ()
- USS Gopher ()
- USS Gopher State (T-ACS-4)
- USS Gordius ()
- USS Gordon (AKR-296)
- USS Gordonia ()
- USS Gore ()
- USS Gorgon (, )
- USS Gorgona ()
- USS Gorontalo ()
- USS Goshawk ()
- USS Goshen (APA-108)
- USS Gosper ()
- USS Goss ()
- USS Gosselin (APD-126)
- USS Gould Island ()
- USS Governor ()
- USS Governor Buckingham ()
- USS Governor Davie ()
- USS Governor Jay ()
- USS Governor R. M. McLane ()
- USS Governor Russell ()
- USS Governor Tompkins ()
- USS Governor Williams ()
- USS Gozo ()

## Gr
- USS Gracie S ()
- USS Grackle ()
- USS Grady ()
- USS Graf Waldersee ()
- USS Graffias ()
- USS Grafton ()
- USS Graham ()
- USS Graham County (LST-1176/AGP-1176)
- USS Grainger ()
- USS Grampus (1820, 1863, SS-4, SS-207, SS-523)
- USS Grand Canyon (AR-28)
- USS Grand Canyon State (ACS-3)
- USS Grand Forks ()
- USS Grand Gulf ()
- USS Grand Island ()
- USS Grand Rapids (PF-31, PG-98)
- USS Grand River ()
- USS Granite ()
- USS Granite City ()
- USS Granite State ()
- USS Grant ()
- USS Grant County (LST-1174)
- USS Granville (APA-171)
- USS Granville S. Hall (YAG-40)
- USS Grapeshot ()
- USS Grapple (ARS-7, ARS-53)
- USS Grasp (ARS-24, ARS-51)
- USS Gratia ()
- USS Gratitude ()
- USS Gravely (DDG-107)
- USS Gray (FF-1054)
- USS Grayback (SS-208, SSG-574)
- USS Graylag ()
- USS Grayling (SS-18, SP-1259, SP-289, SS-209, SSN-646)
- USS Grayson (DD-435)
- USS Great Lakes ()
- USS Great Northern ()
- USS Great Sitkin (AE-17)
- USS Great Western ()
- USS Grebe (AT-134)
- USS Grecian ()
- USS Green Bay (PG-101, LPD-20)
- USS Green Dragon ()
- USS Green Island ()
- USS Green Mountain State (ACS-9)
- USS Green River ()
- USS Greenbrier River ()
- USS Greencastle (PC-1119)
- USS Greene (DD-266/AVD-13/APD-36)
- USS Greeneville (SSN-772)
- USS Greenfish (SS-351)
- USS Greenlet (ASR-10)
- USS Greenling (SS-213, SSN-614)
- USS Greensboro ()
- USS Greenville Victory (AK-237)
- USS Greenwich ()
- USS Greenwich Bay ()
- USS Greenwood ()
- USS Greer (DD-145)
- USS Greer County ()
- USS Gregory (DD-82 / APD-3, DD-802)
- USS Greiner ()
- USS Grenadier (SS-210, SS-525)
- USS Gresham ()
- USS Gretchen ()
- USS Grey Fox ()
- USS Greyhound ()
- USS Gridley (DD-92, DD-380, CG-21, DDG-101)
- USS Griffin (AS-13)
- USS Griggs ()
- USS Grimes ()
- USS Grindall ()
- USS Grinnell ()
- USS Griswold ()
- USS Grommet Reefer (T-AF-53)
- USS Grosbeak ()
- USS Grosse Pointe ()
- USS Grosser Kurfurst ()
- USS Groton (, , SSN-694)
- USS Grouper (SS-214)
- USS Grouse ()
- USS Groves ()
- USS Growler (1812, 1812-2, SS-215, SSG-577)
- USS Grumium ()
- USS Grundy ()
- USS Grunion (SS-216)

## Gu-Gy
- USS Guadalcanal (CVE-60, LPH-7)
- USS Guadalupe (AO-32, AO-200)
- USS Gualala ()
- USS Guam (PG-43, CB-2, LPH-9)
- USS Guantanamo ()
- USS Guard (, , )
- USS Guardfish (SS-217, SSN-612)
- USS Guardian (MCM-5)
- USS Guardoqui ()
- USS Guavina (SS-362)
- USS Gudgeon (SS-211, SSAG-567)
- USS Guerriere (1814, 1865)
- USS Guest (DD-472)
- USS Guide (, MSO-447)
- USS Guilford ()
- USS Guinevere (, )
- USS Guitarro (SS-363, SSN-665)
- USS Gulfport (AK-5, PF-20)
- USS Gull (, )
- USS Gum Tree ()
- USS Gunason (DE-795)
- Gunboats, Unnamed**
- USS Gunnel (SS-253)
- USS Gunnison River ()
- USS Gunston Hall (LSD-5, LSD-44)
- USS Gurke (DD-783)
- USS Gurkha ()
- USS Gurnard (SS-254, SSN-662)
- USS Gustafson ()
- USS Guyandot ()
- USS Guymon ()
- USS Gwin (TB-16, DD-71, DD-433, DM-33)
- USS Gwinnett ()
- USS Gyatt (DD-712/DDG-1)
- USS Gypsum Queen ()
- USS Gypsy (, ARSD-1)
- USS Gyre (AGOR-21)
- USS GYSGT Fred W. Stockham (AK-3017)